# Episodi di Mare fuori (terza stagione)
La terza stagione della serie televisiva Mare fuori, composta da dodici episodi, è stata distribuita in prima visione assoluta da RaiPlay: i primi sei episodi il 1º febbraio 2023, e gli altri sei il 13 febbraio. Successivamente è stata trasmessa su Rai 2 dal 15 febbraio al 22 marzo 2023.
| nº | Titolo                     | Pubblicazione    | Prima TV         |
| -- | -------------------------- | ---------------- | ---------------- |
| 1  | L'odio necessario          | 1º febbraio 2023 | 15 febbraio 2023 |
| 2  | Il richiamo del sangue     | 1º febbraio 2023 | 15 febbraio 2023 |
| 3  | Doppia vendetta            | 1º febbraio 2023 | 22 febbraio 2023 |
| 4  | L'amore che salva          | 1º febbraio 2023 | 22 febbraio 2023 |
| 5  | L'amore non esiste         | 1º febbraio 2023 | 1º marzo 2023    |
| 6  | L'età dell'innocenza       | 1º febbraio 2023 | 1º marzo 2023    |
| 7  | Per nascere bisogna morire | 13 febbraio 2023 | 8 marzo 2023     |
| 8  | Un giorno tutto finisce    | 13 febbraio 2023 | 8 marzo 2023     |
| 9  | Le fasi dell'amore         | 13 febbraio 2023 | 15 marzo 2023    |
| 10 | Le regole dell'amicizia    | 13 febbraio 2023 | 15 marzo 2023    |
| 11 | Un'amicizia è per sempre   | 13 febbraio 2023 | 22 marzo 2023    |
| 12 | La scelta                  | 13 febbraio 2023 | 22 marzo 2023    |

## L'odio necessario
- Diretto da: Ivan Silvestrini
- Soggetto e sceneggiatura di: Cristiana Farina, Maurizio Careddu

### Trama
In seguito all'evasione di Filippo c'è molta tensione all'IPM tanto che Paola ha ricevuto un richiamo disciplinare dal direttore generale del dipartimento per la giustizia minorile. Edoardo non sopporta di vedere Carmine e Gaetano andare d'accordo, dopo che il secondo ha dichiarato di non voler essere più coinvolto in nessuna attività criminale. Rosa, da poco reclusa in IPM, viene avvicinata da Viola, che inizia ad offendere pesantemente suo fratello Ciro, additandolo come perdente per non essere riuscito a portare a termine il suo piano per uccidere Filippo e Carmine, finendo con l'essere ucciso lui stesso. Rosa non può tollerare simili provocazioni, e fin dall'inizio reagisce con rabbia contro Viola.
Massimo insiste per il trasferimento di Edoardo a Poggioreale anche se Paola lo ritiene sbagliato. Lei ingenuamente si illude che l'IPM possa ancora aiutare Edoardo a rinunciare alla vita da criminale, ma Massimo cerca di farle capire che ormai Edoardo è totalmente devoto alla camorra, e continuando a rimanere all'IPM non farà altro che causare problemi. Poggioreale, però, è sotto il comando del padre e del fratello di Carmine: di conseguenza Edoardo finendo lì rischierebbe di essere ucciso per ritorsione, vista la faida in corso tra il clan Di Salvo e il clan Ricci-Conte. Interviene Alfredo D'Angelo (l'avvocato di Rosa nonché lo stesso uomo che fece ingiustamente arrestare Silvia), che trova un cavillo legale da usare per impedire il trasferimento di Edoardo.
Edoardo cerca di convincere Gaetano a tornare nel suo gruppo, arriva anche ad ammettere di aver sbagliato quando tentò di incastrarlo per l'omicidio di Nina, tuttavia Gaetano è indifferente alle sue scuse, ha capito che Carmine è una persona meritevole di rispetto dato che anche quando pensava che Gaetano fosse colpevole della morte di Nina aveva trovato la forza di risparmiargli la vita, mentre Edoardo, pur sapendo della sua innocenza, non fece nulla per aiutarlo. Massimo e Paola sono orgogliosi di Gaetano, il quale ormai dà prova di essere una persona più coscienziosa: ha perso interesse per l'ambiente della malavita e vuole iniziare a vivere lavorando onestamente. Gli fanno anche una sorpresa: a breve lascerà l'IPM perché gli è stata concessa la messa in prova.
Maddalena, una delle guardie carcerarie, porta Futura nella cella di Carmine, il quale si diverte a giocare con la figlia insieme a Pino, ma quest'ultimo preoccupato per il suo amico mette in guardia Carmine, dato che la presenza di Rosa potrebbe rappresentare un problema in quanto la faida tra i Ricci e i Di Salvo è ancora ferocemente aperta, Rosa infatti si è lasciata arrestare di proposito (dopo aver ferito Salvo alla gamba con un colpo di pistola con la complicità di Carmela) pur di farsi incarcerare in modo da poter colpire Carmine.
Gianni è sempre più agitato, e Gemma tenta di avvicinarsi a lui ma il ragazzo non fa che respingerla e trattarla con freddezza. Lei crede che Gianni sia arrabbiato solo per via del fatto che durante il permesso si era lasciata nuovamente manipolare da Fabio nonostante tutto il male che avesse fatto a lei e alla sorella. Gemma dice a Gianni che adesso ha capito di dover troncare definitivamente con Fabio, e si è anche decisa ad andare a denunciarlo per la sua ulteriore violenza, totalmente ignara del fatto che Gianni era andato da solo nel B&B per minacciarlo e aggredirlo, e il litigio era degenerato con la morte accidentale di Fabio.
Latifah va all'IPM, cerca di parlare con Kubra vedendola nel cortile, ma Lino e Beppe non possono farla entrare dato che è fuori dall'orario di visite, e la figlia stessa non vuole vederla.
Consuelo tenta di riconciliarsi con il marito però Massimo mette in chiaro che il loro matrimonio è finito da tempo. Lei ha capito quali sono i sentimenti che lui prova per Paola, e infatti Massimo ammette di amarla.
Filippo e Naditza si sono dati alla clandestinità e continuano il loro viaggio insieme grazie ai soldi ricavati dalla vendita dei gioielli che Naditza aveva ricevuto per il suo matrimonio. La ragazza è preoccupata, essendosi resa conto che Filippo è diventato troppo impulsivo e spregiudicato.
Mimmo per adesso non ha ancora capito che Edoardo e Rosa hanno scoperto del suo tradimento; Edoardo è impaziente di ucciderlo benché Rosa abbia messo in chiaro che la vendetta contro Mimmo deve essere rimandata, ma lui non sembra voler rispettare gli ordini di Rosa, dato che tenta di costringere Gaetano a uccidere Mimmo.
L'IPM inaugura un corso per la preparazione delle pizze e a fare loro da istruttore è Tonino, un esperto pizzaiolo: anche Carmine e Rosa vi prendono parte, e proprio mentre Carmine si allontana per prendere uno scolapasta, Rosa lo segue armata di coltello.
- Ascolti: telespettatori 1 387 000 – share 6,97%.[1]

## Il richiamo del sangue
- Diretto da: Ivan Silvestrini
- Soggetto e sceneggiatura di: Cristiana Farina, Maurizio Careddu

### Trama
Rosa aggredisce Carmine cercando di ucciderlo, il quale però non appare spaventato, schiva ripetutamente i suoi colpi e riesce a toglierle il coltello dalle mani e nella lotta per disarmarla, il ragazzo le dice coscienziosamente che ammazzarlo non farà scomparire il suo dolore riguardo la morte dei fratelli Ciro e Pietro e l'attentato ai danni del padre. Rosa ignora le sue parole e ribatte di volerlo vedere morto, sottolineando che ci riuscirà prima o poi. Tonino li sorprende, ma i due fanno finta di nulla. Edoardo riceve la visita di Carmela e del figlio: la ragazza è ancora arrabbiata con lui per il suo tradimento e per le sue ripetute assenze nei momenti più cruciali. Edoardo tenta di minimizzare quanto è accaduto, dicendole che per lui è stata solo una scappatella senza importanza. Carmela lo perdona solamente quando lui le regala un anello di fidanzamento: infatti formalmente non si sono mai sposati, Edoardo dunque le chiede di diventare sua moglie e lei accetta.
Rosa si congratula con Edoardo per il suo matrimonio con Carmela, poi gli rivela con delusione di non essere riuscita ad uccidere Carmine nonostante lo avesse a portata di mano, Conte però la rassicura consigliandole di non avere fretta. Nonostante i dissapori con Edoardo, sia Carmine che Gaetano si congratulano con lui per le sue imminenti nozze. Ciò che vuole Edoardo è che Gaetano uccida Mimmo approfittando della sua messa in prova, ma è necessario che anche Mimmo esca dall'IPM, quindi Edoardo chiede ad Alfredo di trovare il sistema di far prosciogliere Mimmo dalle accuse per cui è stato arrestato.
Kubra e Pino si dichiarano amore reciproco; adesso la ragazza ha ritrovato il buon umore, tanto che accetta di incontrare Latifah, la quale momentaneamente vive da Beppe. Gaetano, nonostante le insistenze di Edoardo, si rifiuta di uccidere Mimmo rimanendo fermo nella sua decisione di non voler più sottomettersi alla volontà di qualcun altro. Mentre Paola è a casa, Massimo va a trovarla spiegandole che tra lui e Consuelo è finita, e lei lo bacia con passione.
Filippo manda una lettera all’IPM fingendo di indirizzarla a Silvia in modo che non la colleghino a lui, ma in realtà è per Carmine che la legge con gioia e commozione: anche se Filippo è felice con Naditza sente ancora la mancanza dell'IPM e dei suoi amici, promettendo a Carmine che un giorno loro due si incontreranno nuovamente.
Carmine si mette a provocare Mimmo, ha capito che lavora per Wanda e che è stato lui a impedire sia la sua morte che quella di Filippo quando loro due erano evasi. Mimmo cerca di metterlo in guardia, tenta di convincerlo a chiedere a Wanda di fare pressione affinché lei chieda per il figlio il trasferimento in un altro carcere in modo da mettere le distanze da Rosa, ma Carmine non intende chiedere aiuto alla madre non ritenendo che gli serva la sua protezione dato che fino a quel momento ce l'ha sempre fatta lui da solo con le sue forze.
Con dei flashback si scoprono più cose sul passato di Mimmo: egli viene da una famiglia estremamente povera e modesta, lavorava come ambulante nei quartieri che erano sotto il dominio del clan dei Ricci. Già da un po', Don Salvatore Ricci e il figlio Ciro avevano adocchiato uno spacciatore che vendeva droga nel loro quartiere senza il permesso della famiglia Ricci, quindi mandarono Edoardo a punirlo, quest'ultimo sparò allo spacciatore e lo minacciò di sparargli in testa se lo avesse rifatto ancora, proprio davanti a Mimmo il quale decise di non denunciare Edoardo. Ciro diede a Mimmo 500 euro per premiarlo del suo silenzio, ma Mimmo li rifiutò, chiedendogli invece di convincere Don Salvatore a concedergli una possibilità facendolo entrare nel suo clan. Ciro aveva preso Mimmo in enorme antipatia, e infatti era visibilmente infastidito quando il padre accettò di metterlo alla prova per farlo diventare uno di loro, avendo apprezzato che Mimmo avesse rifiutato i soldi che Ciro gli aveva offerto.
Mentre Rosa e Carmine preparano delle pizze, quest'ultimo ignorando le frecciatine della ragazza cerca di conversare civilmente e amichevolmente con lei avendo capito che Rosa non ha veri amici mentre lui ha avuto la fortuna di conoscere Filippo. La loro conversazione viene interrotta da Massimo che dà a Rosa una cattiva notizia: le condizioni di Don Salvatore stanno peggiorando, Carmine è dispiaciuto tanto che per la prima volta lui e Rosa si comportano con gentilezza, comunque Massimo le dà il permesso di andare a trovare il padre in ospedale.
Naditza alloggia in un albergo, facendo entrare di nascosto Filippo dalla finestra. L'impiegato che lavora alla reception lo scopre grazie a una videocamera esterna, quindi fa arrivare la polizia. Naditza e Filippo riescono a scappare via senza lasciarsi rintracciare dagli agenti, tuttavia poco dopo si accorgono di aver dimenticato tutti i soldi nella stanza dell'albergo.
La polizia trova il cadavere di Fabio: si scopre che, il giorno in cui Gianni aveva involontariamente causato la sua morte per difendersi dai suoi colpi, il corpo era stato trascinato via dalle onde, e solo adesso, trascorse due settimane, il corpo è stato trovato. Viene quindi chiarito per quale motivo fino ad adesso nessuno a parte Gianni sapeva che Fabio fosse morto. Intanto Alfredo porta Mimmo in tribunale, quest'ultimo va in bagno e lì ad attenderlo c'è Wanda Di Salvo la quale venuta a sapere dal ragazzo i rischi che Carmine corre a causa della presenza di Rosa Ricci gli dà l'ordine di uccidere la ragazza.
- Altri interpreti: Emanuel Vincenzo Capuozzo (Mimmo da bambino), Lia Carfora (madre di Mimmo).
- Ascolti: telespettatori 1 204 000 – share 7,48%.[1]

## Doppia vendetta
- Diretto da: Ivan Silvestrini
- Soggetto e sceneggiatura di: Cristiana Farina, Maurizio Careddu

### Trama
Mimmo aiuta Gennaro a portare le lenzuola nelle camerate, riuscendo a rubarne uno di nascosto. Carmine porta Futura nella cappella dell'IPM, lì c'è Rosa che sta pregando per suo padre e il ragazzo le spiega che capisce i suoi sentimenti dato che non ha mai provato un vero amore per i Di Salvo non avendoli mai considerati la sua famiglia, ma ha perso Nina, l'unica persona che credeva in lui e che reputava la sua vera famiglia.
Wanda va a trovare Carmine, spiegandogli che lo proteggerà a qualunque costo, anche se non lo stima è sempre suo figlio e non permetterà a nessuno di fargli del male, tuttavia come sempre non manca di ricordargli che Carmine è una grande delusione per lei, dato che non ha avuto il coraggio di uccidere Rosa, benché quest'ultima abbia attentato alla sua vita già una volta. Carmine capisce che è stato Mimmo a riferire a sua madre del tentativo di Rosa di ammazzarlo, e lo mette in guardia: se proverà a far del male a Rosa sarà lui ad ucciderlo. Mimmo accusa Carmine di irriconoscenza, dato che la sua è una famiglia povera che non ha potuto dargli niente e affermando che Carmine non apprezza quella che lui considera la fortuna di essere nato in una famiglia potente come quella dei Di Salvo.
Gaetano è libero, inizia a lavorare nella pizzeria di Tonino, cerca di riallacciare il rapporto con i genitori e si fa anche rimuovere il nome di Ciro tatuato sulla mano sinistra. Salvo va a trovarlo per ricordargli che Edoardo vuole la morte di Mimmo. Intanto Paola e Massimo rivelano a Gemma che la polizia ha trovato il cadavere di Fabio a Napoli e vogliono una spiegazione da lei, visto che il decesso risale a due settimane prima, proprio quando sia lei sia Gianni erano in permesso. Gemma intuisce tra sé e sé che Gianni è così scostante e nervoso perché evidentemente è coinvolto nella morte di Fabio. La ragazza, ritenendosi corresponsabile di questa situazione, si sforza di mentire e racconta una versione dei fatti totalmente diversa da ciò che era accaduto. Dice che era stata lei stessa a contattare Fabio per informarlo del permesso e quindi per poterlo incontrare nuovamente. Dice anche che Fabio era stato molto gentile con lei, promettendole che avrebbe cercato di farle ottenere una pena ridotta, ma che lei gli aveva comunque risposto che tra loro non avrebbe potuto esserci nessuna riconciliazione (omettendo di raccontare che invece lei gli aveva creduto ed era anche stata a letto con lui). Racconta che Fabio, vistosi rifiutato da lei, l'aveva picchiata ancora, e lei allora se ne voleva andare; Fabio le aveva detto che si sarebbe suicidato se lei lo avesse lasciato, ma lei non aveva dato peso a questa minaccia e se ne era andata lo stesso, per poi denunciarlo. Gemma ha inventato questa storia per indirizzare gli inquirenti sulla pista del suicidio, perché non vuole coinvolgere Gianni. Le viene anche chiesto se Gianni sapesse che lei aveva deciso di informare Fabio del permesso e di incontrarlo, e lei risponde di non aver detto nulla a nessuno, men che meno a Gianni che si sarebbe adirato per questo.
Viola continua a tormentare Gemma cercando di propinarle le sue teorie, dicendole che non poteva esserci nessuna terza scelta tra l'uccidere Fabio o il decidere di rimettersi insieme a lui accettando le sue violenze. Quindi Viola le dice che è contenta di avere di fronte a lei una vera assassina, ma Gemma controbatte asserendo che Fabio si è soltanto suicidato, e Viola allora le risponde che il suo suicidio è comunque colpa sua. A questo punto Gemma è esasperata da questi continui tentativi di Viola di farla stare male, oltre che arrabbiata con lei perché aveva tramato con Fabio fornendole tutte le informazioni necessarie sul permesso e su come trovarla. Quindi Gemma, con una energia e un amor proprio che non aveva mai dimostrato prima, reagisce una volta per tutte contro la ragazza. La spinge fuori dalla sua cella e urla forte contro di lei, accusandola di essere una persona insignificante e chiedendole retoricamente come possa condurre un'esistenza così miserabile. Viola, visibilmente sconvolta dalla reazione della ragazza, ha quindi capito che Gemma è ormai del tutto immune alle sue manipolazioni, e decide quindi di dedicarsi esclusivamente a tormentare Rosa. Infatti entra nella cella della Ricci, in quel momento assente, e le ruba la foto di Ciro appesa all'armadietto. Una volta rientrata in cella, la Ricci non ci mette molto a capire che è stata Viola a rubare quella foto così preziosa per lei, quindi va immediatamente ad affrontarla. Visto che Viola continua ad avere un atteggiamento insolente e strafottente, Rosa sfoga la sua rabbia picchiandola con un calzino con dentro una moka. Viola si rifiuta di restituirle la foto continuando a deriderla e a offendere il fratello della ragazza. Allora Rosa, furibonda, perde il controllo e riprende a picchiarla e nonostante questo, Viola trova tutto divertente. Maddalena soccorre Viola mentre Kubra e Silvia fermano Rosa evitando che la faccenda degeneri.
Kubra accetta di parlare con Latifah, ma non per riconciliarsi con lei, infatti le rinfaccia i suoi errori. Latifah ha sempre condannato Beppe per averle voltato le spalle ma in realtà Latifah non è migliore di lui e degli altri uomini per cui si è prostituita, dato che lei ha scelto di identificarsi nel suo vittimismo oltre al fatto che non ha mai amato essere una madre.
Gemma, durante un ballo in sala comune, chiede a bassa voce a Gianni se è lui il responsabile della morte di Fabio. Gianni risponde affermativamente, ma le spiega anche che non è stato un atto volontario. Gemma gli dice di tranquillizzarsi, perché quasi sicuramente il caso sarà archiviato come suicidio. Gaetano va a casa di Carmela chiedendole di trovare il modo di non coinvolgerlo in quella scomoda situazione, ma è tutto inutile, lei è totalmente devota a Edoardo, e velatamente lo minaccia dicendogli che se Gaetano non si deciderà ad uccidere Mimmo saranno i suoi genitori a pagare per il suo rifiuto. Gaetano allora commenta con durezza come Carmela si sia lasciata influenzare dal compagno e abbia imparato bene ad atteggiarsi come donna di Edoardo, sorprendendola. Quando poi le chiede retoricamente se lei è davvero felice di questo stile di vita che conduce, Carmela per orgoglio non gli risponde ma quando Gaetano, arrabbiato, la lascia sola la ragazza si mette a piangere facendo intuire che nella realtà è molto infelice.
Filippo e Naditza hanno pochi soldi, vanno in un ristorante che si affaccia sulla spiaggia, si mettono a suonare al pianoforte la loro canzone e i clienti ascoltano la loro musica, affascinati dal loro talento. Il proprietario del bar del ristorante, offre ai due dei soldi per suonare a tempo pieno, ma poi inizia a pagarli sempre meno di quanto promesso al punto che Filippo, arrabbiato, gli ruba il portafoglio scappando con Naditza.
Alfredo informa Edoardo che il trasferimento a Poggioreale è stato revocato, lui sconterà la pena all'IPM fino all'età di 25 anni. Edoardo però ha bisogno di avere altri fedeli nel carcere minorile dato che ormai ha solo Milos perciò durante un colloquio chiede a Carmela di avvertire il cugino Salvo di questa sua urgenza. Salvo decide dunque di affiancarlo a dei leali ladruncoli che sono sotto la sua protezione: Diego detto "Dobermann", e ai fratelli Di Meo, inizialmente solo il maggiore Luigi detto "Cucciolo", escludendo il più giovane e anche scapestrato Raffaele detto "Micciarella". Il piano è quello di farli arrestare per furto, quindi Salvo li aiuta a rubare un orologio, ma il proprietario inaspettatamente gli spara alle spalle. Salvo viene ricoverato in ospedale ma muore, e a quel punto Diego e Luigi su ordine di Carmela cominciano a fare confusione nell'ospedale per essere portati all'IPM. Raffaele inizialmente viene allontanato dal fratello, ma poi su consenso di Carmela raggiunge i due e aggredisce il personale medico per ottenere anch'egli la detenzione nel carcere minorile.
Il giorno seguente, Carmela ancora sconvolta, avvisa Edoardo della morte di Salvo e il ragazzo furioso inizia a prendersela con Carmine pensando che sia stata opera della sua famiglia e minaccia in preda alla rabbia e al dolore di uccidere tutti quanti. Carmela di fronte alla sua ira, lo supplica di non fare sciocchezze e di pensare al loro figlio.
Don Salvatore si risveglia dal coma, mentre Rosa, all'IPM tutta sola nel bagno, è facile preda di Mimmo, che, dal bagno adiacente, le avvolge il lenzuolo che aveva rubato al collo per poi tirarlo in modo che lei muoia soffocata.
- Altri interpreti: Antonio Palumbo (Mauro).
- Ascolti: telespettatori 1 401 000 – share 7,61%.[2]

## L'amore che salva
- Diretto da: Ivan Silvestrini
- Soggetto e sceneggiatura di: Cristiana Farina, Maurizio Careddu

### Trama
Mentre Carmine gioca a calcio balilla con Gianni e Pino, nota che Mimmo esce dal bagno in modo furtivo, quindi entra nel bagno e trova Rosa in pericolo di vita. La rianima, salvandola, per poi aggredire Mimmo.
All'IPM arriva una nuova educatrice, Sofia Durante, che nel suo primo dialogo con Beppe appare come una donna autoritaria che sembra visibilmente delusa dall'evidente incapacità del personale nel gestire i ragazzi; ha infatti appreso degli incredibili eventi all'IPM di Napoli, come la morte di Ciro, l'omicidio compiuto da Totò e l'evasione di Filippo e Carmine. Mentre Beppe cerca di spiegarle che all'IPM l'obiettivo principale è quello di rendere i detenuti delle persone migliori, Pino si avvicina a Sofia presentandosi educatamente, al contrario di Raffaele che si rivolge alla donna con parole inappropriate.
Mentre Sofia e Beppe stanno facendo un giro nella struttura, in sala comune Gianni ripete a Gemma che è tormentato dai sensi di colpa per avere involontariamente causato la morte di Fabio e di aver deciso di confessare la sua colpa. Gemma lo implora di non commettere un simile errore, gli spiega che sarà molto difficile che i giudici possano credere alla sua versione della legittima difesa, visto che era stato lui a cercare Fabio per aggredirlo e minacciarlo, e non il contrario. Gianni le chiede se almeno lei gli crede, lei gli ribadisce di sì ma lo supplica di non confessare, perché così causerebbe ulteriore dolore e sofferenza anche a lei. Il dialogo viene interrotto da Beppe e Sofia. Beppe spiega che Gianni è dotato di un grande talento per la musica, e gli chiede di suonare qualcosa per la nuova educatrice Sofia. Gianni gli risponde in malo modo e si allontana, causando ulteriore disappunto in Sofia.
Durante il pranzo, Edoardo comunica ai suoi tirapiedi che Don Salvatore Ricci è fuori pericolo. Raffaele, con grande entusiasmo e ammirazione verso il boss, riferisce la notizia a tutti gli astanti, suscitando il loro spontaneo applauso. Tuttavia, lì vicino ci sono Carmine, Pino e Gianni che invece non applaudono. Raffaele chiede retoricamente a Carmine per quale motivo lui e i suoi amici non vogliano rendere omaggio a Don Salvatore. Carmine finge di non aver sentito e cerca di andarsene poiché non vuole iniziare nessun tipo di alterco o litigio. Raffaele, però, si dimostra un grande attaccabrighe e insulta pesantemente tutti e tre i giovani che non hanno applaudito in onore del boss. Edoardo cerca di dirgli sommessamente di smetterla, ma non vuole contrastarlo davanti a tutti. Raffaele inizia ad aggredire fisicamente Carmine, suscitando la reazione di Pino che con forza lo spinge via e la controreazione di Luigi. Mentre Carmine cerca di tenere divisi Pino e Luigi, il ragazzino prende una mela e la tira in testa a Gianni, che fino a quel momento non era intervenuto. Gianni, già tormentato e adirato interiormente per quanto accaduto con Fabio e per le conseguenze penali che ciò gli comporterà, reagisce in malo modo contro questa provocazione di Raffaele, nonostante Carmine gli abbia chiesto di lasciar perdere, vista la giovanissima età di Raffaele. Dopo che Raffaele e Gianni vengono pesantemente alle mani, scoppia una vera e propria rissa. Arrivano Beppe e Sofia, la quale osserva con sdegno ciò che sta succedendo, e, appena Beppe si separa da lei, si intromette nella rissa colpendo violentemente Pino e facendolo cadere per terra, dimostrando un'inaspettata abilità nel combattimento.
Si apprendono alcune vicende sul passato di Luigi tramite dei flashback: aveva una relazione segreta con un ragazzo di nome Matteo, il quale voleva fuggire a Berlino con lui per allontanarsi dal loro ambiente, dove dilaga una mentalità retrograda. Luigi, pur essendo innamorato di Matteo, non se la sentiva di lasciare Raffaele da solo con la madre tossicodipendente. Un giorno, il padre di Matteo, non accettando l'omosessualità del figlio e bramoso di sapere il nome del suo compagno (che il ragazzo non rivela) lo picchiò fino ad ucciderlo.
Gianni si avvicina a Beppe e gli chiede scusa per il modo sgarbato con cui si era rivolto a lui e Sofia. Gemma intuisce che Gianni sta per confessare, vorrebbe interrompere il dialogo ma Maddalena la allontana, perché deve portarla in sala colloqui. Gianni si mette a piangere e spiega a Beppe di essere tormentato dai sensi di colpa, in quanto responsabile della morte di Fabio. Beppe lo abbraccia, anche se non ha nessuna intenzione di coprirlo. Nel frattempo, Gemma riceve la visita di Ambra che le dà una buona notizia: potrà tornare a Udine. Le è infatti stata concessa la messa in prova ma lei intende rimanere a Napoli per dare il suo sostegno a Gianni, soprattutto dal momento che verrà incriminato per omicidio. Ambra cerca di farle capire che sta sbagliando, quella tra lei e Gianni non è una relazione che è destinata a durare e sottolinea che per stare dietro a Gianni sta gettando via la sua vita come fino a poco tempo prima aveva fatto con Fabio e minacciandola di non aiutarla più se non tornerà lucida.
Un ragazzo avvicina Gaetano e gli consegna un motorino con una pistola revolver che dovrà usare per uccidere Mimmo. Massimo va a trovare Gaetano alla pizzeria di Tonino, è fiero di lui ma ha capito che è teso per qualcosa, dunque cerca di convincerlo a chiedergli aiuto qualora ne avesse bisogno, abbracciandolo. Mimmo lascia l'IPM con un permesso d'uscita in attesa del giorno del suo processo (il giorno designato in cui Gaetano dovrà ucciderlo): ha capito che i Ricci hanno scoperto del suo tradimento. Non sembra disposto a stare a casa, dalla sua famiglia, quindi chiede ospitalità a Wanda Di Salvo, che gli permette di dormire nella vecchia camera da letto di Carmine. A Edoardo non viene concesso il permesso d'uscita per andare al funerale di Salvo.
Arriva il giorno del processo di Mimmo: prima di andare in tribunale, Wanda gli consegna una pistola per difendersi. Gaetano saluta i suoi genitori con affetto e poi va all'IPM tentato di chiedere aiuto a Massimo ma poco prima di telefonargli cambia idea, decidendo di risolvere la faccenda da solo. Dato che Edoardo non può andare al funerale, seguendo il consiglio di Luigi, decide di organizzare una veglia funebre per Salvo alla mensa dell'IPM, convincendo anche gli altri detenuti a pregare con lui. Edoardo poi, rimane chiaramente sorpreso dal gesto di Carmine quando il giovane gli porge le sue sincere condoglianze.
Mimmo, prima di recarsi in tribunale, va in spiaggia a farsi un bagno. Gaetano spunta alle sue spalle e gli punta contro la pistola minacciandolo. Mimmo, sorpreso dal suo arrivo, impugna la sua arma e non tarda a capire che è stato in realtà Edoardo a mandare Gaetano da lui per ucciderlo. Quest'ultimo mette in chiaro che non ha altra scelta perché deve proteggere i suoi genitori. Mimmo cerca di farlo ragionare, promettendogli che lo aiuterà a trovare un’altra soluzione. Gaetano però decide di andare fino in fondo e puntando la pistola contro Mimmo preme il grilletto e Mimmo istintivamente gli spara. Mimmo, disperato, si avvicina a Gaetano e apprende che il ragazzo aveva scelto di scaricare la pistola: voleva solo che Mimmo lo uccidesse per non dover fare il lavoro sporco per Edoardo e dunque dare ulteriori dispiaceri ai suoi genitori. Mimmo cerca di salvarlo supplicandolo di non morire, ma Gaetano esala l'ultimo respiro dopo aver guardato un'ultima volta il mare.
- Ascolti: telespettatori 1 238 000 – share 8,91%.[2]

## L'amore non esiste
- Diretto da: Ivan Silvestrini
- Soggetto di: Cristiana Farina, Maurizio Careddu
- Sceneggiatura di: Angelo Petrella

### Trama
Massimo controlla la corrispondenza in arrivo all'IPM avendo probabilmente intuito che Filippo si tiene in contatto con Carmine spedendo delle lettere ad altri detenuti; infatti Filippo manda una lettera a Pino da consegnare a Carmine dove gli dà appuntamento al mare. Edoardo dà per scontato che Mimmo sia già morto, ma quest'ultimo si presenta all'IPM e, per la prima volta, lui e Edoardo si affrontano a carte scoperte. Mimmo lo accusa di non valere nulla dato che Edoardo ha mandato Gaetano a fare il lavoro sporco non avendo invece avuto il coraggio di affrontarlo di persona. Ne segue un violento litigio, che coinvolge anche altri detenuti che cercano di calmare Edoardo e Mimmo. Raffaele afferra un vassoio di plastica e colpisce Mimmo alle spalle, Sofia afferra Raffaele con violenza e gli sbatte ripetutamente la faccia contro il tavolo, facendolo sanguinare e suscitando la disapprovazione di alcuni detenuti, che trovano eccessiva la sua reazione. Massimo interviene ponendo fine alla rissa. Comunica a tutti i presenti che Gaetano è morto, e quindi Edoardo capisce che è stato Mimmo che lo ha ucciso per difendersi dall'agguato ordinato da lui.
Gianni, dopo essere stato portato in questura per raccontare la sua versione dei fatti riguardo a ciò che è accaduto a Fabio, viene riportato all'IPM. In cella, Pino lo rimprovera per la sua ingenuità: avrebbe potuto benissimo evitare di confessare ciò che è accaduto, perché quasi sicuramente avrebbero archiviato il caso come suicidio. Pino ribadisce anche che Fabio era una persona orrenda quindi aveva fatto la fine che si meritava. Ma Gianni gli dice di non essere d'accordo con questo ragionamento e di sentirsi in pace con la coscienza. Successivamente Gianni si arrabbia quando Pino gli racconta che Gemma è intenzionata a rinunciare alla messa in prova per poter restare in IPM insieme a lui. Gianni inizia a dare in escandescenze, spiegando a Pino e a Carmine che lui dovrà restare in carcere per almeno tre anni, e non può permettere che Gemma butti via tutto questo tempo per stare con una persona come lui, senza prospettive. Gianni vuole che Gemma possa fare una normale vita da ragazza adolescente, con gli amici e la scuola. Decide di mentirle a fin di bene, affermando di non amarla più e di considerarla la responsabile di un suo probabile aumento di pena. La loro relazione quindi si conclude definitivamente.
Quando Alfredo va a trovare Rosa in prigione, Silvia attira la sua attenzione mettendolo in difficoltà. Alfredo, pur di non avere problemi con lei, accetta di farle da avvocato promettendole che la tirerà fuori di prigione. Maddalena accompagna Rosa dal padre Salvatore in ospedale. Quest'ultimo le spiega che si occuperà lui di Mimmo e dei Di Salvo, compreso Carmine, quindi Rosa e Edoardo non devono intervenire.
Con dei flashback si ripercorrono alcune tappe della vita di Silvia: suo padre era sposato con un'altra donna. La madre di Silvia era la sua amante, e lui morì per un malore quando Silvia era bambina. Quando la madre di Silvia la accompagnò al funerale del padre per porgere un fiore sulla sua bara, sia lei che la madre vennero cacciate dalla vedova. Anni dopo, Silvia, ormai adolescente, cercò di conoscere la moglie del padre e anche il fratello Giacomo andando a trovarli nella loro villa, ma prima la donna finse di non riconoscerla, poi il ragazzo tentò di molestarla. Dopo questo evento la madre di lei l'aveva convinta sul fatto che l'amore non possa esistere veramente.
Carmine, Kubra e Pino escono con dei permessi. Mentre Pino va in visita da sua madre (che si scopre aver preso con sé Libera, ormai guarita) insieme a Kubra, ad attendere Carmine in spiaggia ci sono Filippo e Naditza che lo abbracciano, poi tutti e tre si fanno il bagno nel mare, ignari che Massimo li sta guardando da lontano. Massimo decide di non fare nulla, sorridendo vedendoli così felici. Beppe torna a casa scoprendo che Latifah se ne è andata, lasciandogli un biglietto in cui scrive di preferire che da ora sia solo Beppe a occuparsi di Kubra.
Consuelo accusa Paola di essere la causa della fine del suo matrimonio affermando che lei dovrebbe mettersi da parte e lasciare a Consuelo e Massimo la possibilità di salvare il loro legame. All'IPM arriva Giulia, una nuova detenuta. Edoardo, che si apprestava a uccidere Mimmo, viene fermato da Rosa che gli spiega che don Salvatore ha deciso di occuparsi lui di tutto.
Paola fa capire a Gemma che Gianni non ha bisogno che lei si sacrifichi, e che adesso devono imparare a essere indipendenti l'una dall'altro, e che è il momento per Gemma di percorrere la propria strada. Gemma decide di avvalersi della messa in prova, accettando la decisione di Gianni di lasciarla. Viene abbracciata con affetto da Rosa, Silvia e Kubra. Proprio in quel momento arrivano i genitori di Gaetano con la bara al cui interno c'è il figlio deceduto. Tutti i ragazzi dell'IPM si mettono a cantare per commemorarlo, Mimmo in lacrime abbraccia il padre di Gaetano che attraverso lui rivede il figlio dandogli in qualche modo l'ultimo saluto.
Approfittando di questo momento in cui sono quasi tutti radunati all'esterno del penitenziario, Sofia si è introdotta di soppiatto nell'ufficio di Paola: inizia a fare un backup dei documenti nel computer del suo ufficio. Gianni e Gemma si guardano con un sorriso, infine Gemma lascia l'IPM e ad attenderla c'è Ambra, che l'abbraccia e le due tornano insieme a Udine.
- Altri interpreti: Daniela Ioia (Elena, la madre di Silvia), Dea Lanzaro (Silvia da bambina).
- Ascolti: telespettatori 1 418 000 – share 7,39%.[3]

## L'età dell'innocenza
- Diretto da: Ivan Silvestrini
- Soggetto di: Cristiana Farina, Maurizio Careddu
- Sceneggiatura di: Luca Monesi

### Trama
La nuova arrivata nell'IPM è la sfrontata ed esuberante Giulia, conosciuta come la trapper Crazy J. Trovandosi in cella insieme a lei, Viola si accorge che anche lei è un'autolesionista, e per questo le due ragazze trovano un'intesa. In cortile, Rosa cerca di mettere in guardia l'inconsapevole Giulia, rivelandole che Viola è in IPM perché ha brutalmente assassinato la sua migliore amica per un futile motivo. Giulia non è affatto turbata, e anzi controbatte che è meglio uccidere per psicopatia anziché per seguire acriticamente le regole della camorra. Viola è quindi ancora più contenta di avere Giulia accanto, e insiste nelle sue continue provocazioni contro Rosa, continuando a mancare di rispetto alla memoria del fratello della ragazza. Rosa reagisce duramente, ma questa volta Viola si difende e aggredisce a sua volta la Ricci, a differenza dei litigi precedenti. Edoardo sente la tentazione di disobbedire agli ordini di Don Salvatore e di uccidere Mimmo andando contro la volontà del boss. Massimo ha intuito che Mimmo sa qualcosa sulla morte di Gaetano, e quindi chiede a Carmine di parlargli. Carmine, messo in cella con Mimmo, capisce il senso di colpa che lo sta logorando: lo aveva provato anche lui quando aveva visto il dolore della madre di Nazario. Mimmo gli spiega precisamente ciò che è accaduto: Gaetano aveva solamente finto di sparargli, visto che la sua pistola era scarica, ma Mimmo ovviamente non poteva saperlo, e gli aveva a sua volta sparato per difendersi. Carmine lo esorta a dire la verità al comandante, ma Mimmo non vuole ritornare alla vita miserabile che aveva condotto e patito con la sua famiglia, e inoltre ha ormai sviluppato un senso di devozione verso Donna Wanda.
Filippo e Naditza, nel mentre, trovano una bella sorpresa nei loro zaini da parte di Carmine. L'amico ha lasciato loro dei soldi, Wanda li versa sempre sul suo conto ma lui non li usa mai, avendo preferito darli ai suoi amici per permettergli di continuare a scappare e di rimanere assieme. Il dolce pensiero del loro amico fa commuovere i due fuggitivi. Nel frattempo, c'è un nuovo scontro in cortile tra Viola e Rosa; la prima ha accusato la Ricci di essere innamorata del ragazzo che ha ucciso il fratello. Questa volta Viola sta avendo la meglio e sembra quasi voler strangolare Rosa. Inaspettatamente Giulia interviene in difesa di Rosa, dicendo a Viola che deve smetterla di provocarla e aggredirla. Viola è arrabbiata per questo intervento, e quindi l'amicizia tra le due sembra essere già finita.
Kubra, convinta di voler riprovare a ricucire i rapporti con la madre e supportata da Pino, decide di scriverle una lettera. La consegna a Beppe, che non sa come dirle che la madre Latifah ha lasciato Napoli e che lui stesso sia suo padre. Massimo, allora, confrontandosi con il suo amico gli consiglia di dire subito la verità alla ragazza: più a lungo continua a mentirle, più sarà improbabile che Kubra riesca ad accettarlo come padre.
Vengono mostrati dei flashback sul passato di Viola, risalenti ad otto anni prima: il padre era un uomo violento e del tutto assente per via del lavoro e la madre provava un forte senso di repulsione verso la sua stessa figlia. Viola mostrava già da bambina chiari segni di squilibrio mentale, parlando da sola con un'amica immaginaria e uccidendo animali da cortile armata di fucile, segnali che vennero ignorati. Inoltre subiva violenze dal padre ogni volta che lui tornava a casa, ma crescendo, mostrò di non essere più sconvolta per le costanti minacce che le rivolgeva la madre, poiché nel tempo si era abituata alle violenze del padre al punto da provare piacere nel venir picchiata. Da qua si può capire il perché e come la ragazza abbia sempre avuto problemi di psicopatia e di dissociazione legati alla sua infanzia problematica e che, tra l’altro, completamente abbandonata a sé stessa e alla maturazione dei suoi pensieri perversi e macabri, è finita con il diventare la psicopatica che si è macchiata di un brutale omicidio.
Nelle docce, Rosa viene raggiunta nuovamente da Viola. Anche questa volta, Viola continua ad avere un atteggiamento provocatorio, continuando ad ironizzare sulla morte di Ciro, sul fatto che Rosa si sia fatta arrestare per poter uccidere Carmine in IPM, ma che invece adesso si sta innamorando di lui. Tuttavia, oltre a queste solite allusioni e ironie, questa volta Viola inizia anche ad accarezzare Rosa, facendole capire di essere attratta da lei. Rosa si mostra stranamente per un momento accondiscendente e disposta, cominciando a baciare Viola ma non appena la sua rivale ricambia e abbassa le sue difese la ragazza tira fuori le unghie mordendole la lingua ed inizia a picchiarla furiosamente, sbattendole più volte la faccia contro il muro e contro il pavimento. Dopo qualche minuto, intervengono Silvia e Maddalena, che porta immediatamente le due ragazze assieme ad un'arrabbiata Sofia nell'ufficio della direttrice. Quest'ultima si trovava lì con la piccola Futura e con Massimo. Sofia inizia a criticare duramente il modo in cui Paola e Massimo gestiscono l'IPM, e, per non discutere davanti alle due detenute, Paola e Massimo fanno uscire Sofia dall'ufficio, per controbattere alle sue critiche, lasciando da sola l'agente Maddalena con le due litiganti e con la piccola Futura.
Mentre in corridoio Paola e Massimo litigano con Sofia, nell'ufficio della direttrice Viola riprende imperterrita ad infastidire Rosa prendendo tra le braccia Futura sotto lo sguardo preoccupato di Maddalena che le ordina di lasciare subito la bambina e di rimetterla nel suo passeggino. Viola dapprima respinge la richiesta di Maddalena, dicendole che la bambina sta tranquilla in braccio a lei. Poi, dopo le insistenze dell'agente penitenziaria, acconsente a lasciare Futura. Mentre la guardia rimette la bimba nel passeggino, Viola dice a Rosa che per la piccola sarebbe un'ottima madre, continuando quindi ad accusarla di essersi innamorata del presunto assassino di suo fratello, facendole capire di quanto la ritenga debole e inutile. Rosa, stanca delle sue insinuazioni, la aggredisce di nuovo, ma questa volta Viola reagisce con un'inaspettata forza e ferocia: riesce a gettare per terra la Ricci e comincia a picchiarla brutalmente. Maddalena lascia la bambina e interviene per difendere Rosa. A quel punto Viola subito ne approfitta per prendere Futura e fuggire via facendo spaventare Maddalena e la stessa Rosa. Le urla di Maddalena e di Rosa, che pregano Viola di fermarsi e di tornare indietro, attirano le attenzioni di Paola e di Massimo che tornano correndo nell'ufficio per poi seguire la ragazza che sta raggiungendo il terrazzo della struttura con la bambina.
Intanto nel cortile, Beppe si avvicina a Kubra con evidente nervosismo e difficoltà che la ragazza nota e quando l'educatore sta per farle delle importanti rivelazioni l’attenzione di tutti è catturata proprio da Viola, che, in preda alla sua follia e alla rabbia, è in piedi sul cornicione del tetto dell’IPM insieme alla piccola Futura. Carmine, come tutti gli altri giù in cortile, se ne accorge e, disperato e spaventato, urla a Viola di lasciare la bambina. Tutti sono pietrificati e sconvolti, e temono il peggio. Edoardo, che stava giocando a pallone con Carmine, urla anche lui contro Viola, ordinandole di fermarsi perché Futura è solo una bambina. Viola, in presenza di Paola in lacrime, di Massimo, di Maddalena e di Rosa vuole gettare giù la neonata, tentando anche la Ricci, dicendole che quello sarebbe il modo perfetto per vendicare la morte di suo fratello Ciro perché infliggerà a Carmine lo stesso dolore. Paola la supplica di fermarsi e di scendere facendo appello all'umanità che la ragazza non ha mai mostrato, credendo che Viola non possa davvero voler fare del male ad una bambina. Viola, per la prima volta, mostra ciò che ha sempre celato, dicendo di aver smesso di provare ogni tipo di emozione da quando aveva solo dieci anni a causa delle continue violenze ricevute dal padre e confessando che se avesse avuto una madre come Paola forse non sarebbe mai diventata quella che è ora. Viola, appena sente gli insulti di Edoardo, sta per lanciare Futura ma è proprio Rosa a salvare in tempo la bambina. Viola allora decide di gettarsi di sotto e nulla potranno i tentativi di salvataggio della direttrice e di Massimo. L’episodio termina quindi con la tragica morte di Viola, la cui ultima visione è proprio Martina, sotto gli occhi sconvolti di tutti i presenti. Rosa, mentre culla e tiene in braccio la piccola, urla a Carmine che la bambina è viva e non si è ferita.
- Altri interpreti: Eleonora Silvestri (Viola da bambina), Dacia D’Acunto (madre di Viola).
- Ascolti: telespettatori 1 245 000 – share 9,05%.[3]

## Per nascere bisogna morire
- Diretto da: Ivan Silvestrini
- Soggetto e sceneggiatura di: Cristiana Farina, Maurizio Careddu

### Trama
Paola e Rosa piangono per via della morte di Viola, Paola abbraccia Rosa ringraziandola per aver salvato Futura. Sofia confessa la verità a Massimo e Paola: lei è venuta all'IPM sotto copertura per una valutazione, e, ora che Viola è morta, due ispettori verranno al carcere minorile per un'indagine aggiungendo che entrambi sono molto a rischio. Alfredo spiega a Silvia che si era astenuto dall'aiutarla quando lei venne arrestata per evitare di mettersi nei guai con le persone per cui lavorava, ma ora vuole farsi perdonare da lei. Silvia gli chiede di concederle un permesso d'uscita e tornare con lui a Capri.
Diego è visibilmente attratto da Kubra e ciò scatena la gelosia di Pino; ormai Kubra si sta rendendo conto che gestire il brutto carattere del suo fidanzato è più difficile di quanto si aspettasse. Gli ispettori interrogano per primi Carmine, Rosa ed Edoardo chiedendo ai ragazzi quale opinione abbiano di Massimo e Paola: i ragazzi spendono belle parole su di loro, anche se Edoardo non ritiene che Massimo sappia fare bene il proprio lavoro.
Paola fa in modo che Futura trascorra la notte in cella insieme a Carmine e Pino. Carmine è profondamente sollevato e felice di riavere l'amatissima figlia tra le braccia e mentre giura alla piccola di non lasciarla più si rende presto conto che dovrà ringraziare Rosa. Mentre Filippo continua la sua fuga con Naditza, per gioco le propone di passare la notte in uno yacht ormeggiato al porto, ma il giorno dopo scoprono che appartiene a due delinquenti che li rapiscono, portandoli al largo.
Gli ispettori interrogano Lino, Gennaro, Maddalena e Beppe che si sforzano di parlare bene di Massimo e Paola, ma Sofia riesce a scorgere l'incertezza che si nasconde dietro le loro parole, e trova assurda l'ingenuità di Beppe ritenendo che egli si comporti come se l'IPM fosse un istituto scolastico invece di un carcere, e anche Maddalena ammette che Paola non è abbastanza cinica e astuta per gestire il penitenziario. Sofia accusa Massimo di non saper controllare i ragazzi dell'IPM, lo dimostrano le morti di Ciro e Viola, l'evasione di Filippo e l'omicidio di Nina ad opera di Totò.
Con dei flashback si apprende quello che è accaduto nel passato di Sofia: da adolescente lei e sua sorella vennero importunate da un gruppo di ragazzi i quali cercarono di violentarle, Sofia riuscì a difendersi mentre la sorella venne uccisa. In età adulta si fece assumere al ministero e lavorò sotto copertura in un carcere femminile, riuscendo a incastrare una guardia carceraria che vendeva stupefacenti alle detenute. Con i suoi metodi anticonvenzionali Sofia si fece notare dai suoi superiori per gli ottimi risultati ottenuti, tanto che le proposero di lavorare all'IPM di Napoli con la promessa che a fine incarico avrebbe avuto una promozione.
Dopo quello che è accaduto, a Paola viene tolta la custodia di Futura, che viene affidata a Wanda, infine Sofia prende il posto di Paola come nuova direttrice dell'IPM informando Paola che a lei invece verrà affidato un nuovo incarico al tribunale di Ancona. A Edoardo viene concesso il permesso d'uscita per il suo matrimonio, anche se Carmela ha notato che lui non è realmente felice.
Ora che Rosa ha salvato Futura, sembra che i Di Salvo e i Ricci siano sul punto di stabilire una tregua, anche se è implicito che Salvatore in realtà voglia semplicemente evitare la sconfitta dato che Wanda stava per vincere la guerra per il controllo delle piazze di spaccio oltre al fatto di non voler esporre Rosa ad ulteriori rischi essendo la ragazza l'unica figlia rimastagli. Wanda e Salvatore stabiliscono che da ora in avanti Carmine e Rosa saranno intoccabili. Inoltre Wanda è pronta a concedere a Salvatore il 30% delle piazze di spaccio che si stavano contendendo. Wanda tuttavia vuole in cambio la morte di Edoardo, da lei ritenuto una potenziale minaccia, essendo un ragazzo dalla testa calda abbastanza impulsivo.
Carmine in privato ringrazia sinceramente Rosa per aver salvato Futura dicendole che non scorderà mai il gesto della ragazza, ma Rosa gli dice che non intende essere sua amica non potendo in alcun modo dimenticare che lui ha ucciso suo fratello Ciro. Carmine allora, con evidente dolore ed emozione, le confessa che quando successe quel terribile evento lui aveva pianto per tutta la notte, non ritenendo affatto giusto ciò che accadde a Ciro, nonostante sapesse che il ragazzo lo voleva morto assieme al suo migliore amico e le rivela che in realtà era stato Filippo ad uccidere il giovane Ricci, anche se lo fece istintivamente solo per proteggere Carmine dato che il fratello di Rosa era sul punto di assassinarlo e quella tragica notte era in preda ad una rabbia folle. Carmine ammette che pur di difendere Filippo avrebbe ucciso lui personalmente Ciro. Rosa, turbata, chiede se il fratello avesse detto qualcosa prima di decedere e Carmine le riferisce le ultime parole del ragazzo facendole capire che prima di morire era davvero molto spaventato e piangeva, anche se supplicò Massimo di dire a suo padre il contrario. Con la sua spiegazione, Carmine cerca di far capire a Rosa quanto sia malsano ed assurdo ciò che il "sistema" impone e mette in testa alla gente e dicendole che è normale avere paura anche per un Ricci. Nel sentire queste parole Rosa, sul punto di piangere, abbraccia Carmine, finalmente accantonando l'odio che nutriva per lui.
Nella cappella dell'IPM Paola tiene un discorso in memoria di Viola, i cui genitori hanno autorizzato che ella venga sepolta a Napoli, spiegando ai ragazzi che loro possono cambiare vita se imparano ad accettare l'amore, quello che Viola non ha mai avuto. Nel sentire il discorso di Paola, sia Carmine che Rosa non possono evitare di scambiarsi un intenso sguardo. Sofia vede le cose in un altro modo, lei non ritiene che basti solo l'amore per salvare quei ragazzi.
Filippo viene costretto a salire con uno dei due criminali su un motoscafo, per aiutarlo a ritirare della merce, mentre Naditza, che è rimasta sola nello yacht con l'altro delinquente, lo atterra colpendolo alla testa con un estintore dopo che egli aveva tentato di molestarla.
Kubra cade nello sconforto quando Beppe le confessa che Latifah ha lasciato Napoli, ora che voleva riconciliarsi con lei. Diego cerca di consolarla e le confessa come tragicamente sua madre morì quando lui aveva solo 6 anni per rimetterlo nel barcone, nonostante nemmeno lei sapesse nuotare. Diego fa una sorpresa a Kubra: le ha fatto un bellissimo ritratto. Pino a quel punto si inferocisce, aggredendolo.
- Ascolti: telespettatori 1.346.000 – share 7.5%

## Un giorno tutto finisce
- Diretto da: Ivan Silvestrini
- Soggetto di: Cristiana Farina, Maurizio Careddu
- Sceneggiatura di: Angelo Petrella

### Trama
Pino viene messo in isolamento dopo quello che ha fatto a Diego. Lino e Beppe cercano di fargli capire che con la sua gelosia non farà altro che danneggiare la sua relazione con Kubra, visto che Pino non ha controllo sulla sua emotività. Edoardo con il permesso d'uscita si prepara per il suo matrimonio, mentre Alfredo dà una buona notizia a Silvia: grazie a un vizio di forma è possibile proscioglierla completamente dal capo d'accusa.
Wanda si riprende Futura, ma Carmine mette in chiaro che non desidera che la figlia cresca nel mondo della camorra. Sua madre gli promette che, quando lui uscirà di prigione, sarà libero di crescere la bambina come meglio preferisce, e lei gli chiede solo di non tagliarla fuori dalla sua vita, dato che Carmine e Futura sono la sua famiglia.
Filippo torna nello yacht dopo aver ritirato della droga insieme al malvivente che lo ha sequestrato, che poi però viene intrappolato da Naditza nella cabina. Lei e Filippo fuggono con il motoscafo. Filippo propone a Naditza di vendere la droga che lui ha sottratto ai due criminali per racimolare un po' di soldi. Naditza è disgustata dalle sue parole perché ha capito che questo stile di vita lo sta trasformando in un criminale. Naditza prova a convincere Filippo a tornare all'IPM, poiché sconterebbe solo pochi anni di prigione e poi tornerebbe libero: lei voleva solo dargli una vita migliore ma ora ha capito invece non sta facendo altro che rovinargliela. Filippo però è irremovibile, non avendo intenzione di lasciarla.
Edoardo durante il permesso decide di andare a trovare Teresa volendo vederla un'ultima volta. Teresa è ancora molto arrabbiata con lui e all'inizio non vuole ascoltarlo o vederlo, ma Edoardo riesce a farsi ascoltare da lei spiegandole che il giorno seguente sposerà Carmela, ma in ogni caso Teresa rappresenterà sempre per lui un ricordo indelebile a cui non intende rinunciare. Massimo accusa Sofia di aver manipolato la situazione solo per rubare a Paola il suo lavoro, ma Sofia ritiene che è bastato semplicemente il pessimo lavoro di Paola per farle perdere il suo impiego. Paola spiega a Massimo che Sofia in fondo ha ragione, adesso lei vuole solo tornare ad Ancona, e Massimo pur di non perderla è disposto a seguirla e a lasciare Napoli. Paola pur amandolo preferisce non averlo al suo fianco, ritenendo che lui debba rimanere vicino a Pietro. Paola confessa a Massimo che il motivo per cui scelse di lavorare all'IPM di Napoli era il desiderio di allontanarsi dai suoi problemi personali, e che ora vuole riprendere in mano la sua vita.
Valentina cerca di aiutare Gianni a scrivere un nuovo pezzo, ma le idee proposte dal ragazzo non le piacciono molto. Beppe vorrebbe che Gianni avesse successo come cantante, ma Valentina gli suggerisce di non farsi illusioni, il mondo della musica è competitivo e Gianni è ancora troppo immaturo ed emotivo. Durante il corso per la preparazione delle pizze di Tonino, sia Milos che Luigi, in un momento di debolezza, tradiscono una certa attrazione reciproca.
Con dei flashback si scoprono le circostanze dell'arresto di Milos: lui conobbe Luna nella boutique dove lei lavora, cercò di rubare una maglietta e, sebbene lei lo avesse colto sul fatto, decise di sorvolare. Milos vide Luna alle prese con Enzo, il suo ex che non faceva che tormentarla, che lei aveva lasciato, dato che lui era un uomo sposato. Milos tuttavia lo allontanò da Luna con le cattive. Dopo un po' di tempo, Luna inizia ad ospitare Milos a casa sua, insegnandogli a leggere e scrivere e intraprendendo una fraterna amicizia, ma Enzo si presentò a casa di Luna e diede fuoco a uno scooter. A quel punto Milos lo affrontò ma Enzo iniziò a picchiarlo, e Luna, per difenderlo, uccise Enzo colpendolo alla testa con un ferro da stiro. Per evitare l'arresto di Luna, Milos si assunse la colpa della morte di Enzo.
Don Salvatore va all'IPM a trovare Rosa e lì incrocia Mimmo, mettendolo in guardia con una velata minaccia. Don Salvatore è molto orgoglioso di Rosa che ha salvato Futura. Massimo, avendo notato che Mimmo è terrorizzato per via della presenza di Don Salvatore, pretende di sapere da Carmine la verità sulla morte di Gaetano. Carmine si rifiuta di parlare, facendo capire tuttavia a Massimo in maniera allusiva che è Mimmo il colpevole. Massimo porta Mimmo sulla spiaggia dove Gaetano è morto e lo provoca, e vedendo la disperazione di Mimmo, trova la conferma che lo ha ucciso lui. Mimmo però non intende confessare nulla, preferisce comportarsi come se non fosse successo nulla.
Edoardo e Carmela si sposano, sebbene sia evidente che egli non fa che pensare a Teresa, la quale a sua volta si mostra turbata da ciò che le ha detto Edoardo, ma non potendo scordare il suo atteggiamento nei suoi confronti, sembra decisa a dimenticarlo una volta per tutte. Durante la cerimonia Don Salvatore regala a Edoardo l'anello che un tempo apparteneva alla sua defunta moglie, spiegando a Edoardo che vorrebbe fare di lui un suo uomo di fiducia, e gli dà l'incarico di accompagnare Alfredo a un incontro di mediazione con i Di Salvo. Durante la prima notte di nozze, Carmela confessa a Edoardo che vorrebbe un altro bambino. Il giorno dopo Edoardo saluta con molto affetto Carmela, euforico all'idea che Salvatore probabilmente voglia fare di lui il suo secondo in comando adesso che i suoi figli sono morti, però Carmela, preoccupata, lo mette in guardia, perché ha la sensazione che Salvatore nasconda qualcosa. Mentre Alfredo è in auto con Edoardo, ad un certo punto ferma il mezzo e si allontana con una scusa. A quel punto Edoardo, avendo capito che Alfredo gli ha mentito, vede due uomini armati di pistola che si avvicinano a lui e fa in tempo a scappare anche se uno di loro gli spara alla schiena ferendolo.
Paola lascia l'IPM con l'applauso dei suoi colleghi e dei detenuti, e Gianni le regalano un bastone nuovo. Carmine le dice che Futura non poteva avere una madre migliore di lei. Paola abbraccia Rosa, spiegandole che, se lo desidera, può avere una vita diversa. Naditza, capendo che con quella vita da latitanti non hanno futuro, lascia Filippo fuggendo con il motoscafo: lui tenta di fermarla ma non ci riesce. Edoardo si presenta a casa di Liz, ormai senza forze. Nonostante Massimo stia soffrendo per la partenza di Paola, sorride quando Filippo gli telefona: i due si danno appuntamento in spiaggia, Massimo lo raggiunge in moto per poi riportarlo all'IPM, così da poter finire di scontare la pena che gli resta ed essere finalmente libero, come voleva Naditza.
- Altri interpreti: Luigi D'Amore (Enzo).
- Ascolti: telespettatori 1.212.000 – share 8.8%

## Le fasi dell'amore
- Diretto da: Ivan Silvestrini
- Soggetto di: Cristiana Farina, Maurizio Careddu
- Sceneggiatura di: Maurizio Careddu, Angelo Petrella

### Trama
Pino colpisce ripetutamente le sbarre della cella con la mano destra, poco dopo Sofia revoca per lui l'isolamento. Filippo torna all'IPM. Carmine, Pino e Gianni sono felicissimi del suo ritorno e lo abbracciano, persino Milos lo accoglie con gentilezza. Il marito di Liz è a Roma, quindi lei approfittando della sua assenza ospita a casa sua Edoardo, gravemente ferito ma che si rifiuta di farsi ricoverare in ospedale dato che lì sarebbe un facile bersaglio dei Ricci. Edoardo le chiede di nasconderlo e di non farlo sapere a nessuno, e alla fine Liz seppur in disaccordo cede alla sua richiesta.
Filippo spiega a Carmine che Naditza lo ha lasciato per il suo bene, che quella che stava vivendo al suo fianco era una libertà senza regole e controllo che lo stava rovinando. Filippo non tarda a capire che Carmine si è innamorato di Rosa, e anche se ha delle remore sul fatto che il suo migliore amico voglia stare con un membro della famiglia Ricci, al di sopra di tutto vuole solo la sua felicità.
Anche se Filippo vorrebbe rimanere nell'IPM di Napoli, Sofia gli comunica di aver già fatto la richiesta per il suo trasferimento all'IPM di Milano, spiegando al giovane di non voler tenere minimamente conto della sua volontà. Sofia, infatti, avendo letto il fascicolo di Filippo, ritiene che il ragazzo non abbia un'indole criminale, che la morte di Greg non possa essere considerata come un omicidio ma soltanto come un incidente, e che quindi la sua detenzione in un penitenziario duro come quello di Napoli non abbia nessuna motivazione logica, dimostrando quindi di ragionare in maniera opposta a Paola. Anna va a trovare suo figlio; è arrabbiata con lui dato che durante la latitanza Filippo le ha telefonato tre volte ed è dispiaciuta che tra lui e Naditza sia finita, ma gli fa capire che ora lui deve tornare a Milano e riprendere in mano il suo futuro.
Edoardo è molto scosso e si sente tradito, ha sempre considerato Don Salvatore un padre mentre per lui Ciro e Rosa più che degli amici erano dei veri e propri fratelli e lui ha cercato di farlo uccidere non riuscendo a farsene una ragione. Liz porta un medico in casa per far medicare la ferita di Edoardo. Quest'ultimo indebolito dalla febbre e dalle ferite si addormenta confessando a Liz di volerle bene. Sofia, Massimo e Beppe sono agitati per la sparizione di Edoardo, in verità Beppe teme che il ragazzo possa mettersi nei guai, in tal caso verrebbe nuovamente incriminato e finirebbe a Poggioreale.
Pino è sempre più in collera con Diego, ma Carmine e Filippo gli fanno capire che il vero problema è che l'amore ha diverse fasi, lui e Kubra hanno sperimentato la prima, quella che coinvolge la passione e la felicità, ma adesso Pino deve sforzarsi di capire cosa Kubra voglia dalla loro relazione.
Si scoprono maggiori dettagli su Diego e sul suo passato con dei flashback: ha lavorato in una fattoria che assumeva in nero persone come lui, extracomunitari, dalla quale poi si è allontanato dopo che il datore di lavoro lo aveva brutalmente picchiato dopo che Diego si era arrabbiato con lui per essere stato pagato meno di quanto pattuito. Diego conobbe per caso i fratelli Di Meo con i quali strinse amicizia molto facilmente e che lavoravano come ambulanti vendendo vestiti. I due fratelli vedendolo in difficoltà gli offrirono un lavoro, e grazie a lui rubarono dei capi di abbigliamento da un negozio per poi rivenderli. Era stato Raffaele a dare a Diego il soprannome Dobermann. Luigi e Raffaele lo aiutarono a vendicarsi del proprietario della fattoria: Diego gli prese dal portafoglio i soldi che gli spettavano e poi gli staccò il trago dell'orecchio destro con un morso, poiché aveva usato parole di disprezzo verso la famiglia morta, lasciandolo in preda al panico per il fortissimo dolore.
Se Gianni non è stato capace di trovare ispirazione con l'aiuto di Valentina, non appena Filippo si mette a suonare il pianoforte, riesce a completare la canzone a cui stava lavorando da tempo, questo perché hanno la stessa visione della musica. Giulia, ritenendosi più talentuosa di Gianni, propone a Valentina di farle visitare il suo studio di registrazione, e lei accetta pur ritenendo che Giulia come cantante sia ancora troppo incostante e indisciplinata.
Silvia ottiene il permesso d'uscita grazie ad Alfredo e i due si apprestano a raggiungere insieme Capri, sebbene Rosa la metta in guardia, ritenendo Alfredo un uomo poco raccomandabile. Gianni confessa a Filippo che sente la mancanza di Gemma ma sa che averla lasciata è stata la cosa giusta dato che comunque il loro era un amore senza futuro. Gianni spiega a Filippo che ora lui deve diventare un uomo di cui Naditza possa essere orgogliosa, anche se questo è un percorso che dovrà fare senza di lei.
Kubra si chiarisce con Pino: non vuole lasciarlo ma lui deve imparare a tenere a freno la gelosia, lei lo ama ma è necessario che Pino impari a fidarsi. Pino le promette che si sforzerà di controllare meglio la sua rabbia. Kubra comunque ha dei grandi sospetti su Beppe, ormai ha capito che lui e Latifah si conoscevano già da prima dell'arresto di Kubra. Pino le promette di aiutarla a scoprire la verità nel caso Beppe nasconda veramente qualcosa.
Liz spiega a Edoardo di non poter continuare a dargli ospitalità in casa sua. Edoardo non vuole metterla nei guai, la rassicura che a breve andrà via. Massimo va a trovare Liz a casa sua, mentre Edoardo si nasconde: è implicito che Massimo abbia capito che Liz sta coprendo Edoardo e che ha commesso l'errore che fece in passato con Attilio facendosi coinvolgere troppo da un detenuto. La conversazione tra Liz e Massimo dura poco. Quest'ultimo va via, ma quando subito dopo arriva il fattorino con le pizze che Liz aveva ordinato per lei e Edoardo, Massimo vedendo che il fattorino sta consegnando due pizze, capisce che la seconda è per Edoardo e dunque ha la conferma che Liz lo nasconde a casa sua.
- Ascolti: telespettatori 1.309.000 – share 6.9%

## Le regole dell'amicizia
- Diretto da: Ivan Silvestrini
- Soggetto di: Cristiana Farina, Maurizio Careddu
- Sceneggiatura di: Angelo Petrella

### Trama
Massimo entra in casa di Liz pretendendo che lei gli dica dove si trova Edoardo (il quale sentendo la voce di Massimo si è nascosto sotto il letto di Liz) ma la donna si ostina a non voler tradire Edoardo. Massimo cerca inutilmente di farle capire che sta sbagliando, se Edoardo si è messo nei guai è perché ha scelto la vita della camorra, e lei non si riscatterà della morte di Attilio aiutandolo a nascondersi.
Carmine non è di buon umore, Rosa non vuole avere nulla a che fare con lui, è evidente che non vuole deludere suo padre che non potrebbe mai accettare di vederla al fianco di un membro della famiglia Di Salvo. Pino è della convinzione che Carmine farebbe meglio a dimenticarla. Milos riceve una lettera da Luna e, leggendola, si arrabbia, tanto che Raffaele, incuriosito, trovata la lettera scopre che Luna sta con essa salutando Milos perché si è trasferita via da Napoli per motivi di lavoro.
Silvia torna all'IPM dopo aver trascorso qualche giorno a Capri con Alfredo, il quale viene incaricato da Salvatore di stanare Edoardo: i Ricci hanno capito che qualcuno lo sta aiutando a nascondersi, e deve trattarsi di una persona fuori dai loro giri. Edoardo è smanioso di uccidere Salvatore per averlo tradito, ma Liz cerca di fargli comprendere che la vendetta non porta a nulla e che è stata proprio l'arroganza di Edoardo a metterlo in questa brutta situazione.
Milos si arrabbia con Raffaele che ha letto la lettera speditagli da Luna, che quest'ultimo crede essere la sua ragazza. Luigi, convinto che "Luna" sia un nome fittizio, parla con Milos in un posto appartato spiegandogli che aveva capito fin dal primo momento che Milos è omosessuale, e che anche lui ha avuto in Matteo un amore segreto. Milos gli spiega che Luna è come una sorella per lui, e che è così triste della sua partenza anche perché al suo fianco non doveva fingere di essere quello che non era. Comunque Milos perdona Raffaele quando lui gli porge le sue scuse.
Giulia va allo studio di registrazione di Valentina ma il produttore non è molto entusiasta delle canzoni di Giulia, che trova troppo ripetitive. Valentina pur di non fare una brutta figura, costringe Giulia a cantare il pezzo che Gianni aveva scritto con l'aiuto di Filippo, che infatti piace molto al produttore. Giulia, anche se non è contenta di aver rubato la canzone di Gianni, viene convinta da Valentina che questo è il modo migliore per garantire ad entrambe il successo.
Con dei flashback si ripercorrono le ore antecedenti all'arresto di Giulia: lei era a capo di un gruppo di gangster chiamati I Corvi e ormai aveva lasciato la scuola e passava il suo tempo tra cattive compagnie, inoltre non stimava i suoi genitori a causa del loro tenore di vita modesto, tanto che considerava il padre un fallito, nonostante fosse un lavoratore onesto, mentre la madre non era più capace di gestire il brutto carattere di Giulia. Quest'ultima era ossessionata solo dal desiderio di successo dando per scontato che con la musica trap avrebbe sfondato. Anche i membri della sua banda decisero di voltarle le spalle, trovandosi a disagio davanti alla sua cattiveria, dato che voleva dare fuoco a un ragazzo in modo da ottenere più visualizzazioni. Una sera due ragazzi, per vendicare l'ultima vittima dei Corvi, si avvicinarono a lei in un night club, le misero della droga nel suo drink, e lei, annebbiata dall'alcool e dalla droga, fuggì dal locale, rubando un'auto e travolgendo un ciclista, uccidendolo.
Beppe accompagna Pino all'ospedale dove il medico accerta che la mano non è fratturata. Beppe porta Pino nella sua casa, e lì Pino trova una foto di Beppe e Latifah quando erano più giovani. Quando Pino torna all'IPM mostra la foto a Kubra, dalla quale è evidente che Latifah e Beppe stavano assieme.
Filippo, Pino e Silvia decidono di aiutare Carmine e Rosa a fare chiarezza sui loro sentimenti. Filippo chiede a Carmine per quale motivo lui ama Rosa, e Carmine gli risponde che anche se lei cerca di nasconderlo ha un buon cuore, e che potrebbe cambiare vita se trovasse il coraggio di allontanarsi dalla famiglia Ricci. Carmine ignora che Filippo ha registrato tutto, poi consegna la registrazione a Silvia, che a sua volta la fa ascoltare a Rosa. Successivamente Pino, con una scusa, porta Carmine sul tetto dell'IPM e lì ad attenderlo c'è Rosa: tra i due c'è un po' di imbarazzo, ciò che trattiene Rosa è la consapevolezza un'eventuale storia tra loro due complicherebbe la vita a entrambi, ma Carmine le fa capire che ad attenderli c'è la libertà. I due poi si baciano.
I genitori di Gaetano vanno all'IPM parlando ai ragazzi per informarli che vogliono creare un'associazione benefica per ragazzi a rischio. Ignorando le vere cause della morte di Gaetano loro ormai sono convinti che lui fosse un delinquente e che sono stati incapaci di essere buoni genitori. Mimmo, ascoltando queste parole e ormai consumato dal senso di colpa, decide di confessare la verità. Massimo porta Mimmo e i genitori di Gaetano nell'ufficio di Sofia, dove Mimmo in lacrime racconta quello che è successo e come ha ucciso Gaetano: per proteggere i suoi genitori egli ha cercato di uccidere Mimmo con una pistola, che in realtà era scarica, avendo fatto in modo che Mimmo lo uccidesse senza trasformarsi in un assassino. Mimmo voleva che i genitori di Gaetano capissero che lui non era un criminale, e nonostante la rabbia del padre di Gaetano, egli riconosce che Mimmo ha avuto coraggio a raccontare la verità. Mimmo poi, chiede loro sinceramente perdono per quello che ha fatto e i due coniugi, seppur devastati dalla confessione ma allo stesso tempo molto toccati, lo abbracciano e lo perdonano mentre sia Massimo che Sofia osservano il tutto commossi.
Quando Silvia rivela in confidenza ad Alfredo che Edoardo è piuttosto legato a Liz, l'uomo intuisce che è lei a nasconderlo nella propria casa. Liz esce di casa mentre Edoardo si affaccia dalla terrazza a fumare una sigaretta e vede gli uomini di Don Salvatore che si avvicinano. Edoardo fugge dalla terrazza e scappa rubando uno scooter, ma loro in auto si lanciano all'inseguimento. La sera stessa Tonino organizza una cena all'IPM a base di pizze, tutti i ragazzi dell'IPM si riuniscono attorno a un unico tavolo, mangiando in allegria, finché non sentono dei colpi di pistola: si tratta dei sicari dei Ricci che danno la caccia a Edoardo che infatti si è diretto all'IPM, invocando con forte disperazione aiuto al comandante chiamandolo a gran voce. Tutti i detenuti, spaventati nel sentire la voce di Edoardo raggiungono i cancelli per vedere cosa sta succedendo. Massimo fa in tempo a uscire dal cancello e andargli incontro mentre Edoardo viene colpito più volte riportando varie ferite gravi. I sicari, con le armi ormai scariche, fuggono quando interviene Massimo, il quale stringe Edoardo tra le sue braccia per proteggerlo mentre quest'ultimo perde i sensi, non prima di aver riconosciuto il gesto del comandante che ha rischiato la vita pur di provare a salvarlo.
- Altri interpreti: Chiara Iezzi (Laura Bertolacci).
- Ascolti: telespettatori 1.205.000 – share 8.2%

## Un'amicizia è per sempre
- Diretto da: Ivan Silvestrini
- Soggetto e sceneggiatura: Cristiana Farina, Maurizio Careddu

### Trama
Edoardo, accompagnato da Massimo, viene portato con urgenza in ospedale sotto gli occhi sconvolti di tutti i detenuti e delle guardie. Rosa, disperata, lo supplica di non morire poiché avendo già perso i suoi fratelli non sopporterebbe di perdere anche Edoardo e poi mostra a Carmine le sue mani sporche del sangue dell'amico accusando lui e la sua famiglia di essere i responsabili di ciò che è successo. In ospedale sia la madre di Edoardo che Carmela sono disperate, Liz confrontandosi con il suo collega ha capito di aver sbagliato a tenere nascosto Edoardo nella propria casa, rivelando a Massimo che ormai è stufa di questo lavoro non ritenendosi forte a sopportare il dolore che esso provoca. I medici non danno notizie sulle condizioni di Edoardo, ma arriva Teresa la quale ha saputo ciò che è accaduto e Carmela non sopportando la sua presenza le urla di andare via, tuttavia, il padre di Teresa è amico del capo reparto dell'ospedale, può convincerlo a darle qualche informazione sulle condizioni del ragazzo.
Nella sala comune Milos, Raffaele, Luigi e Diego provocano Carmine in quanto è stata sua madre a volere la morte di Edoardo, a quel punto Filippo, Mimmo, Pino e Gianni si preparano a prendere le difese dell'amico anche con le maniere forti se è necessario, tuttavia Beppe e i secondini impediscono la rissa tra i due gruppi. Adesso nemmeno Rosa, in ansia per le condizioni di Edoardo, vuole più avere a che fare con Carmine. Quest'ultimo confessa a Filippo che è stufo di doversi giustificare sempre per le colpe delle azioni della sua famiglia. Filippo invece ammette che gli dispiace di dover lasciare Napoli, da una parte è contento di tornare a Milano, ma rinunciare a quello che ha trovato all'IPM è un po' triste.
Grazie a Teresa il capo reparto dell'ospedale spiega alla famiglia di Edoardo che lui è in condizioni critiche, potrebbe non farcela, ha riportato troppi gravi danni a degli organi vitali. Carmela non riesce a sopportare la vicinanza di Teresa, poiché vuole essere lei ad occuparsi del marito oltre a ricordarle i tradimenti di Edoardo e si sente molto umiliata dato che la suocera pur sapendo che la ragazza sia stata l'amante del figlio non fa che trattare Teresa con affetto avendole persino chiesto di restarle vicina nella sala d'attesa. Carmela poi chiede a Massimo un colloquio all'IPM con Rosa e una volta arrivata al carcere minorile per un momento incrocia Carmine e Filippo guardandoli con disprezzo e rabbia, poi quando parla con Rosa nella sala dei colloqui le rivela i suoi sospetti, ovvero che è stato proprio Salvatore a mandare quegli uomini a uccidere Edoardo. Davanti a queste insinuazioni, Rosa si infuria e si mette ad urlare accusando Carmela di essere un'ingrata nonostante quest'ultima continua a volerle bene.
Carmine cerca di riconciliarsi con Rosa cercando di farle capire che è inutile fare delle distinzioni tra i Ricci e i Di Salvo, perché la realtà dei fatti è che sono le leggi e le regole della camorra che sono sbagliate e che non fanno altro che rovinare l'esistenza di chi le segue. Filippo dà un consiglio a Carmine, approfittando del fatto che lui e Rosa a breve usciranno contemporaneamente con dei permessi, ritenendo che se Carmine e Rosa si vedessero fuori dal carcere il suo amico avrebbe più possibilità di allacciare un contatto con la ragazza. Ormai tutti in carcere trattano Mimmo con tanta ostilità e disprezzo, gli unici che gli mostrano amicizia sono Carmine, Filippo, Pino e Gianni, tra l'altro Massimo chiede a Sofia di firmare un permesso d'uscita per Mimmo; per la prima volta Sofia tratta Massimo con gentilezza, affermando che è stato coraggioso da parte sua proteggere Edoardo.
Con dei flashback si ricostruisce il passato di Carmela e della sua storia con Edoardo: era stata Rosa a presentarli ed Edoardo si rivelò subito attratto da lei. Dopo la morte della madre di Carmela lei fu costretta a lasciare la propria casa dato che il padre cercò di violentarla. La ragazza, sconvolta ed impaurita aveva raccontato tutto a Rosa, la quale per aiutare la sua amica le assicurò protezione e le promise di aiutarla a lasciare la sua vecchia abitazione per risolvere tutto. Dopo averlo saputo dalla sorella, Ciro si recò assieme ad Edoardo sulla spiaggia dove l'uomo lavorava e i due ragazzi per difendere la giovane iniziarono a picchiarlo proprio davanti agli occhi di Carmela. Edoardo poi gli ordinò di dimenticarsi di avere una figlia, intimandogli quindi di non avvicinarsi più a lei. Rosa e Ciro ospitarono Carmela a casa loro e quest'ultima intraprese una relazione con Edoardo sentendo di aver trovato in lui una persona di cui fidarsi.
Wanda accusa Salvatore di essere un incapace dato che per uccidere Edoardo ha smosso troppo le acque, la tregua tra le due famiglie adesso è annullata. Salvatore va a trovare Rosa all'IPM, quest'ultima gli chiede se è stato lui a tendere l'agguato a Edoardo, ma Salvatore mente spudoratamente affermando che è stata solo colpa di Edoardo il quale aveva provocato i Di Salvo durante la riunione di mediazione. Rosa sembra credergli, a quanto pare è totalmente devota al padre. Prima di lasciare l'IPM Salvatore viene avvicinato da Luigi che si offre come sostituto di Edoardo, vorrebbe prendere lui il controllo dell'IPM ed è pronto a colpire Carmine se sarà necessario.
Massimo porta Mimmo a casa dei suoi genitori. I suoi fratellini nemmeno lo riconoscono, mentre la madre non vuole avere nulla a che fare con lui, facendogli credere che il padre è morto per un malore a causa dei dispiaceri che Mimmo gli ha dato, inoltre non lo perdona per aver rinnegato i suoi genitori solo perché odiava lo stato di povertà in cui vivevano e lo rinnega a sua volta, dicendogli altre cose orribili. Beppe viene convocato per l'identificazione del cadavere di Latifah: mentre si prostituiva è stata uccisa dal suo cliente che prima l'ha violentata e poi l'ha strangolata.
Silvia, come promesso da Alfredo, viene scarcerata, si intrufola poi nell'auto di Lino, il quale si vede costretto a darle un passaggio nella lussuosa casa di Alfredo. Lino saluta Silvia baciandola, cercando di farle capire che lei merita un uomo migliore di Alfredo, tuttavia lei è sedotta dai soldi dell'avvocato, che addirittura la invita a venire a vivere da lui.
A Edoardo serve un'immediata trasfusione di sangue, e solo Teresa ha un gruppo sanguigno compatibile con il suo. Questo scatena la collera di Carmela che trova inaccettabile che solo Teresa possa salvarlo e lei no. Teresa, nel vedere la profonda disperazione di Carmela, è visibilmente dispiaciuta per la ragazza. Carmela con aria affranta guarda Teresa tenere per mano Edoardo mentre gli dona il suo sangue.
Gianni sintonizza la radio sull'emittente che trasmette la canzone di Giulia, solo per scoprire che è la sua, Giulia è decisamente soddisfatta, pare persino divertirsi all'idea che Gianni si senta umiliato. Gianni ha una grande crisi isterica e di rabbia, Lino cerca di aiutarlo a calmarsi, Gianni gli spiega che Giulia e Valentina gli hanno rubato la canzone che lui aveva composto con Filippo. Lino gli promette che lo aiuterà a risolvere la faccenda.
- Altri interpreti: Gennaro Perez De Vero (padre di Carmela), Lia Carfora (madre di Mimmo).
- Ascolti: telespettatori  – share %

## La scelta
- Diretto da: Ivan Silvestrini
- Soggetto e sceneggiatura di: Cristiana Farina, Maurizio Careddu

### Trama
Filippo promette a Gianni che testimonierà in suo favore se necessario, pur di provare che Giulia e Valentina gli hanno rubato il pezzo. Lino vorrebbe provare con una strada meno aggressiva, cercando di dialogare con Valentina, ma Gianni si inferocisce e Giulia gode nel vederlo arrabbiato. Valentina sostiene di aver riarrangiato il pezzo, cosa smentita sia da Lino che da Gianni, quindi ora appartiene a loro e non più a Gianni. Lino, arrabbiato per l'azione meschina commessa ai danni del ragazzo, intima a Valentina di non rimettere più piede all'IPM, consigliandole di rivolgersi a un bravo avvocato e avvertendola di aver riferito già tutto a Sofia, non perdonandole di aver calpestato le ambizioni e i sogni di Gianni solo per interesse personale.
In ospedale il medico rivela che, nonostante la trasfusione di sangue, le condizioni di Edoardo non sembrano migliorare, e ciò fa piombare nella paura e nell'afflizione sia la madre del ragazzo che Liz, ma soprattutto Carmela e Teresa. Rimaste un momento da sole nel reparto, Carmela in un primo momento si arrabbia con Teresa per disperazione e sconforto, poi però Teresa (comprendendo il dolore di Carmela poiché anche lei stessa ama Edoardo) abbraccia Carmela in lacrime e le due si lasciano andare ad un momento di puro sfogo. Così col tempo anche se all'inizio Carmela malsopportava la presenza di Teresa, sembra cominciare ad apprezzare le sue premure. Massimo lascia casa sua, adesso che il suo matrimonio è giunto alla fine, promettendo però al figlio Pietro che, nonostante tutto, non smetterà mai di amarlo. A Carmine e Rosa viene concesso un permesso d'uscita e lui le consegna un biglietto.
Sofia dice esplicitamente a Liz di non volerla più vedere all'IPM, obbligandola a prendere un lungo periodo di ferie ma la stessa ormai ha deciso di abbandonare definitivamente il lavoro da agente di polizia penitenziaria. Massimo cerca di consolare Liz, riconoscendo la sua buona fede nella vicenda della fuga e del tentato omicidio di Edoardo, tuttavia lei sa di essersi comportata nel modo sbagliato.
Beppe è costretto a dire a Kubra che Latifah è morta, mentendo però sulle circostanze, dicendole che è stata investita da un'auto. Kubra ha capito che Beppe è suo padre e quando glielo domanda, lui non trova la forza di negarlo. Lei reagisce con un violento schiaffo per poi rinnegarlo in lacrime. Massimo, che ha assistito alla scena, abbraccia uno sconvolto e avvilito Beppe. Kubra si sfoga con il suo ragazzo che per confortarla dice a Kubra che Latifah vivrà sempre nei suoi ricordi, e in seguito parlandole con il cuore in mano le fa promettere di non dire a nessuno che Beppe è suo padre, altrimenti verrebbe trasferita in un altro istituto e lui non vuole perderla.
Filippo viene trasferito a Milano. Carmine non sarà presente alla sua partenza, dato che deve uscire grazie al permesso, quindi i due ragazzi nella loro cella si salutano con grande commozione e anche sofferenza alla prospettiva di separarsi e rammentando alcuni momenti trascorsi insieme. Carmine ammette che vorrebbe che Filippo restasse e anche quest'ultimo gli confessa che preferirebbe non andarsene, perché Carmine è il suo migliore amico, mentre Carmine riconosce in lui un fratello e non dimenticherà mai che Filippo gli è stato vicino nei momenti peggiori. I due si proiettano al futuro, immaginando che anche a distanza di anni preserveranno il forte legame fraterno che li tiene uniti e con loro ci saranno gli amici dell'IPM come Gianni, Pino, Rosa e Kubra. Infine Carmine regala a Filippo l'ecografia di Futura e poi i due ragazzi si abbracciano in lacrime.
Carmine esce dal carcere con Wanda che viene a prenderlo insieme a Futura, poi Carmine tiene in braccio la sua bambina fantasticando sul fatto che un giorno loro due andranno a Milano a trovare Filippo. Mentre Carmine trascorre un po' di tempo a casa sua con la figlia e la madre, quest'ultima gli confessa che ha capito dal modo in cui si sono guardati che loro si amano e, sebbene non sia molto d'accordo, decide di non proibirglielo, invitandolo però a fare molta attenzione perché la guerra tra clan non si è affatto placata, quindi non può sapere cosa faranno i Ricci una volta venuti a sapere della cosa.
Don Salvatore e Rosa vanno in ospedale a trovare Edoardo, ma Carmela non accetta la presenza di Don Salvatore, essendo ben consapevole che lui spera che Edoardo non si risvegli per poter raccontare la verità. Carmela con coraggio e determinazione difende il marito e accusa il boss di essere un ipocrita, dato che aveva promesso protezione a Edoardo e alla sua famiglia per poi tradirli. Anche se Don Salvatore non raccoglie la sua provocazione, Rosa inizia a capire che le accuse di Carmela su suo padre sono vere, visto il tono minaccioso con cui Don Salvatore si è rivolto a lei.
Mentre Luigi e Milos sono soli nelle docce, si baciano, ignari che Raffaele, visibilmente sconcertato, ha appena assistito alla scena. Raffaele decide di andarsene senza farsi notare e, anche se è arrabbiato e sconvolto, non sembra avere il coraggio di affrontare apertamente suo fratello. Tuttavia lascia una scritta omofoba nella loro cella, scioccando Milos e Luigi.
Filippo va un'ultima volta nella sala comune, e Beppe lo abbraccia ringraziandolo perché Filippo ha fatto tanto per i ragazzi dell'IPM. Filippo per la prima volta confessa a Massimo che lo ammira perché lui trova la forza di aiutare i ragazzi che ne hanno più bisogno. Massimo però gli spiega che sono proprio i ragazzi come Filippo, ma anche quelli come Carmine e Pino, che gli danno il coraggio di lottare per questo lavoro, perché la sua convinzione è che c'è qualcosa di speciale ed unico in ognuno di loro, e Filippo è riuscito a confermarglielo. I due si salutano con una stretta di mano, con Filippo che affida Carmine a Massimo, chiedendogli di prendersi cura di lui.
Filippo e Pino si abbracciano in lacrime. Quest'ultimo sa che non lo rivedrà più perciò gli chiede di non dimenticarlo, ma Filippo ha fiducia in lui ed è convinto che farà grandi cose per il futuro. L'ultimo amico che Filippo saluta è Gianni, anch'egli triste per la sua partenza. I due rievocano il loro primo incontro, Filippo gli promette che gli scriverà e che sarà felice di accoglierlo a Milano quando Gianni verrà a trovarlo, e infine lo abbraccia. Milos guarda Filippo accennando un sorriso, infine Filippo attraversa il corridoio del dormitorio immaginando di vedere anche Gaetano, Edoardo, Totò e Ciro che in qualche modo gli danno il loro ultimo saluto e, per ultima, Paola.
Dopo aver salutato pure Gennaro, Filippo lascia l'IPM di Napoli, ad attenderlo c'è Anna. Mentre Filippo è in auto con sua madre, le chiede un'ultima sosta prima di lasciare Napoli: Filippo va alla stazione della metro dove conobbe Naditza e si mette a suonare il pianoforte e, nel mentre, arriva anche lei e i due iniziano a suonare a quattro mani, per poi correre via insieme tenendosi per mano, non chiaro se è tutto vero o solo una fantasia di Filippo.
Nel frattempo arriva una nuova detenuta a condividere la cella con Giulia. Quando Giulia cerca di comunicare con lei in malo modo, lei inizia a picchiarla e anche a soffocarla, essendosi sentita fortemente provocata.
Rosa raggiunge Carmine alla Piscina mirabilis, il luogo dove le aveva dato appuntamento nel biglietto che le aveva consegnato, i due si baciano e Carmine le dice di amarla, ma vengono interrotti da Don Salvatore, che insospettitosi aveva seguito la figlia. Don Salvatore rivela a Rosa di aver capito che la figlia si è innamorata di Carmine dal modo in cui lo guardava, affermando ciò che Ciro disse affettuosamente una volta alla sorella, ovvero che lei è uguale alla loro madre poiché i sentimenti e le emozioni non le sa nascondere. Quando Carmine cerca di intervenire, Salvatore gli punta una pistola addosso, ma Rosa lo prega di non fargli niente. Allora il boss consegna la pistola in mano a Rosa mettendola davanti ad una scelta tremenda: o uccide suo padre oppure Carmine. La ragazza, combattuta e sconvolta, confessa a Carmine di amarlo e, non volendo uccidere né il padre né l'amato, decide di puntarsi la pistola alla testa e di togliersi la vita: a quel punto Carmine e Salvatore le vanno incontro e cercano di disarmarla, ma parte un proiettile. L'episodio si conclude con Edoardo nel letto che si risveglia dal coma, finalmente fuori pericolo.
- Ascolti: telespettatori  – share %